# 울산고속버스터미널
울산고속버스터미널은 울산광역시 남구 삼산로 288(삼산동 1480-4)에 있는 고속버스 터미널이다. 고속버스 전산망상의 터미널 번호는 715이다.
바로 옆에 울산시외버스터미널이 있으며, 반대편에는 롯데백화점 울산점이 있다. 시내 중심지에 있어서 접근성이 매우 좋다. 하지만 터미널의 위치가 울산 도심지에 있기 때문에 시가지를 한참 통과해야 고속도로에 진입할 수 있다는 단점이 있다. 또한 울산 서부 지역(무거동, 다운동)에서는 삼산동터미널과 거리가 너무 멀어서 이용에 불편이 많았다. 이 때문에 울산 서부 지역 이용객의 편의를 위해 울산고속버스터미널 출발 후 울산고속도로로 진입하기 전에 동대구행을 제외한 모든 행선지의 고속버스는 신복시외버스정류소에서 중간 승차한다. 동대구행 고속버스는 중 신복에서 중간 하차만 가능하며, 신복에서 동대구로 가려면 시외버스를 이용해야 한다.
언양읍 옆의 삼남읍 신화리에 울산역이 개업한 후에는 고속버스 이용률이 급락해 서울과 대전 노선이 대거 감회됐으며, 천안 노선은 2016년 12월 1일에 폐지됐다. 이 때문에 서울행은 프리미엄 고속버스의 운행이 크게 연기되어 2018년 7월이 되어서야 운행을 시작했고, 대전행은 대거 감회되면서 심야우등이 폐지됐다. 동대구행도 소폭 감회되었다.
동양고속, 동부고속, 중앙고속을 제외한 고속버스 회사들이 모두 들어오지만, 금호고속과 천일고속의 비중이 상대적으로 많다.

## 역사
1970년에 서울, 대구 노선이 신설되면서 울산에 고속버스가 처음으로 운행하였으며, 이때 남구 신정동 1880번지에 터미널이 처음 건립되었다. 1979년에 광주, 1983년에 전주, 1996년에 천안 노선이 각각 개설되었다. 부산 노선도 운행하였으나 1979년에 폐지되었다.
1999년 8월 24일에 울산시외버스터미널과 함께 남구 삼산동으로 이전했다가, 2001년 1월에 고속버스 터미널을 따로 건설하여 현 위치로 이전하였다. 새로 지어진 터미널은 롯데그룹 계열의 롯데쇼핑이 롯데백화점 울산점, 호텔 등과 함께 지었다. 과거 터미널이 있던 자리에는 태화강 엑슬루타워 아파트가 들어섰다.
2015년 2월 4일에 세종 노선이 개설되었다가, 같은 해 10월 7일에 폐지되었다. 2016년 9월 9일에 익산 경유 군산노선이, 같은해 12월 1일에 천안 노선의 폐선 후 당진 노선이 개설되었으며, 2018년 7월 1일에 당진 노선을 서산까지 연장하였다. 하지만 익산/군산 노선은 2020년 1월 8일을 마지막으로 폐지됐다.
프리미엄 버스는 2018년 7월 20일부터 광주, 서울 노선에 첫 선을 보였다.

## 운행 노선
| 운행 노선   | 운행업체                   | 운행구간 | 운행구간 | 운행구간 | 경유지             | 운행 횟수 | 시각표                                        |
| ----------- | -------------------------- | -------- | -------- | -------- | ------------------ | --------- | --------------------------------------------- |
| 울산 ↔ 서울 | 한일고속 삼화고속 천일고속 | 울산     | ↔        | 서울경부 | 신복, 낙동강휴게소 | 13회      | 첫차:06:00 (울산 기준) 막차:24:30 (울산 기준) |
| 울산 ↔ 광주 | 금호고속                   | 울산     | ↔        | 광주     | 신복, 섬진강휴게소 | 6회       | 첫차:08:00(울산 기준) 막차:20:10(울산 기준)   |
| 울산 ↔ 전주 | 천일고속                   | 울산     | ↔        | 전주     | 신복               | 6회       | 07:50, 08:50, 10:50, 13:10, 16:10, 18:40      |

## 같이 보기
- 울산시외버스터미널
- 신복시외버스정류소